# Erugosquilla
Erugosquilla là một chi tôm tít thuộc họ Squillidae. Chi này được mô tả lần đầu tiên vào năm 1995 bởi Raymond Brendan Manning. Loài điển hình của chi này là Erugosquilla massavensis (Kossmann, 1880) . 

## Các loài
Dưới đây là các loài trong chi được WoRMS chấp nhận: 
- Erugosquilla grahami Ahyong & Manning, 1998
- Erugosquilla hesperia (Manning, 1968)
- Erugosquilla massavensis (Kossmann, 1880)
- Erugosquilla septemdentata (Ahyong, 1994)
- Erugosquilla serenei Ahyong & Manning, 1998
- Erugosquilla woodmasoni (Kemp, 1911)